# Pitch Lake
 (février 2018).
Si vous disposez d'ouvrages ou d'articles de référence ou si vous connaissez des sites web de qualité traitant du thème abordé ici, merci de compléter l'article en donnant les références utiles à sa vérifiabilité et en les liant à la section « Notes et références ».

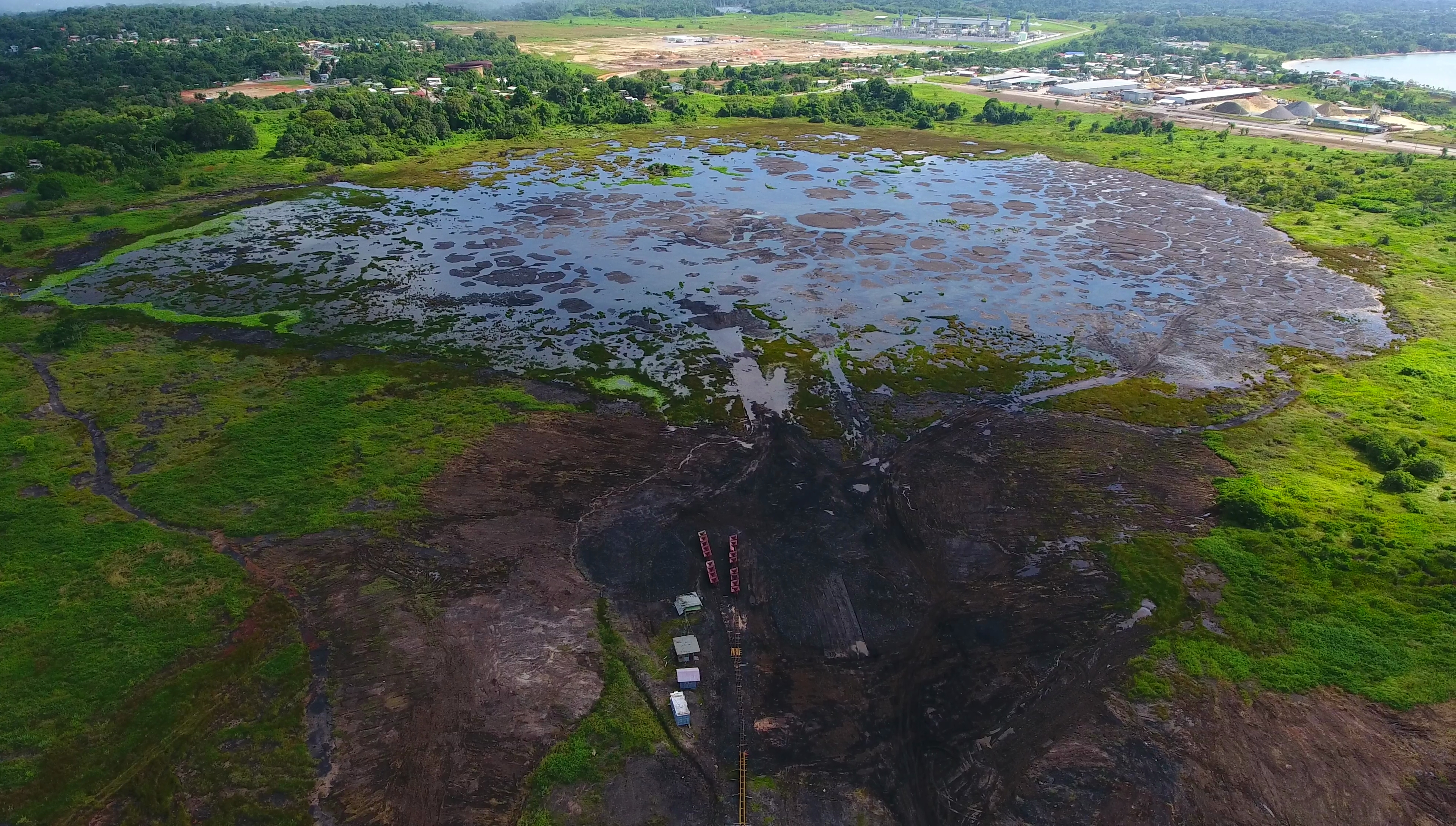
Pitch Lake.

Pitch Lake, situé à La Brea, ville de Trinité-et-Tobago, est l'un des plus grands lacs d'asphalte naturel du monde. Le lac couvre environ 40 hectares et son point le plus profond atteint les 75 mètres.

## Histoire
Le site a été découvert en 1595 par l'explorateur Sir Walter Raleigh qui utilisait le bitume pour ses bateaux.

## Description
Issu d'un volcan asphaltique, Pitch Lake est constitué d'une épaisse boue de teinte noire, mélange de bitume, d'argile et d'eau salée.
Le site attire environ 20 000 touristes par an.